# Redler

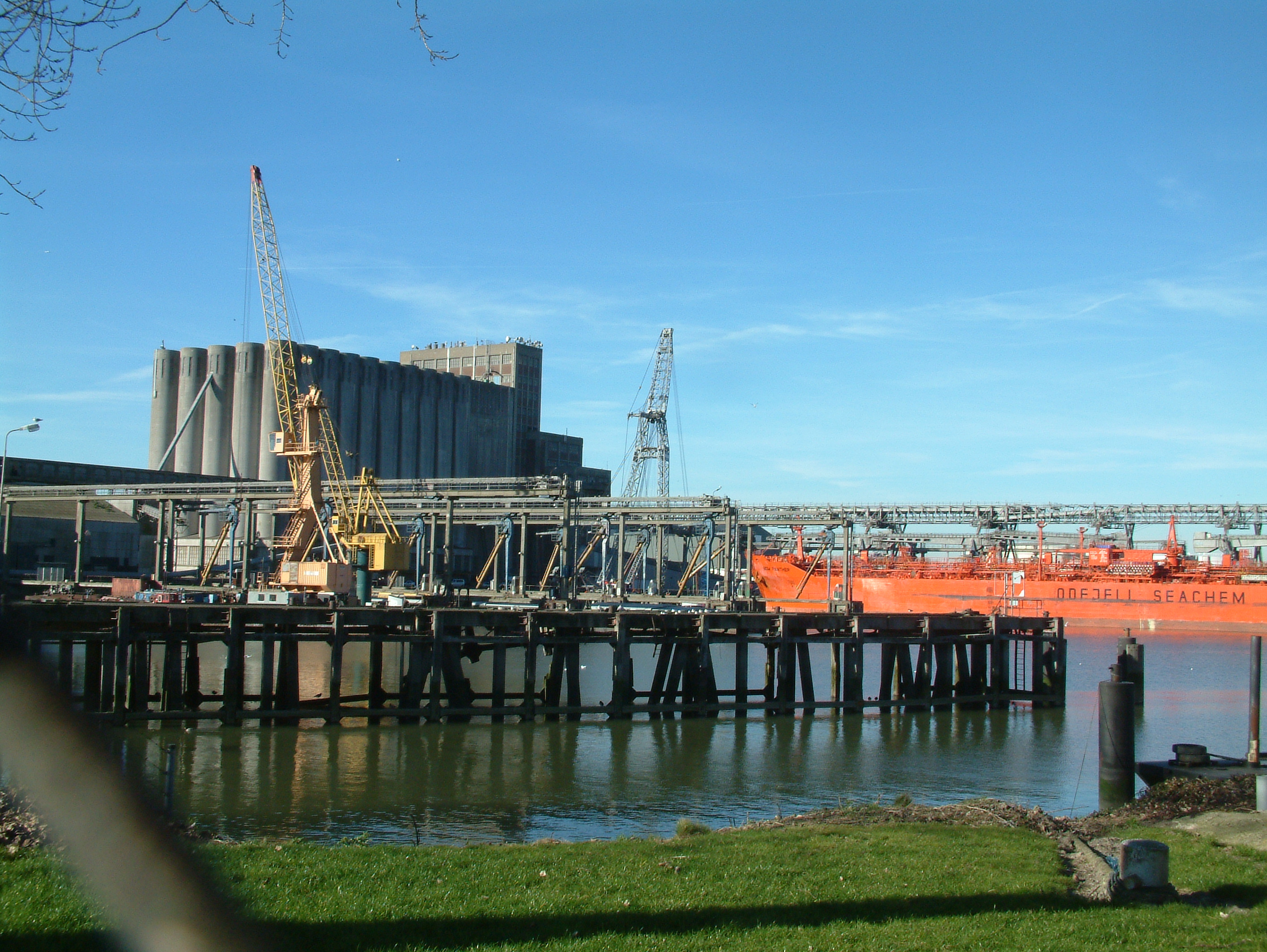
Redlers boven de pieren van het in 2010 afgebroken GEM/GSM complex in de Botlek (Rotterdam)

Een redler is een gesloten transportsysteem, waarmee door middel van een sleepketting droge stoffen horizontaal kunnen worden verplaatst of onder een hoek van maximaal 60° omhoog gebracht. Voor een goed begrip: het is als het ware een lopende band in een koker, waarbij het rubber vervangen is door een ketting, waarbij om de paar schalmen een schalm van een stel zijstaafjes over de breedte van de koker is voorzien. Door de zwaartekracht schuift de ketting over de bodem van de koker en neemt zo via de staafjes alle stortgoed mee. Het systeem is uitgedacht door Arnold Redler, die het vermarkte met een eigen bedrijf. De naam wordt in Nederland veelal als generieke naam gebruikt voor dergelijke systemen, ook voor die van andere merken. Het is een soortnaam geworden.
De voordelen van zo'n systeem voor het transport van droog stortgoed zijn:
- het kan automatisch ergens aan de bovenkant of via de zijkanten worden ingevoerd en weer worden geloosd op elke opening aan de onderkant, waarbij meerdere productstromen mogelijk zijn, door op willekeurige plaatsen een schuif in de bodem te installeren
- het wordt behandeld als een massieve kolom waarbij geen productverlies of opruimkosten optreden. Het product kan niet op de grond vallen, zoals bij een klassieke opvoerband
- er wordt geen druk op uitgeoefend
- het stof dat wordt opgeworpen blijft in de koker en kan worden afgevangen door middel van cyclonen
- maar ook kan in de koker een automatische sproei-inrichting worden geïnstalleerd om stof te onderdrukken
- één enkele aandrijving en geen trillingen, het is daarbij dus een goedkoper alternatief voor trilgoten

De afmetingen van de onderdelen kunnen worden gestandaardiseerd, waardoor versleten elementen relatief snel en gemakkelijk kunnen worden vervangen. De oorspronkelijke fabrikant fabriceert kokers met afmetingen van 400, 500, 600 of 730 mm breedte in lengtes tot 20m